# Anepsion
Genre
Synonymes
- Anepsia L. Koch, 1871 nec Gistel, 1848

Anepsion est un genre d'araignées aranéomorphes de la famille des Araneidae.

## Distribution
Les espèces de ce genre se rencontrent en Océanie, en Asie du Sud-Est, en Asie de l'Est et en Asie du Sud.

## Liste des espèces
Selon World Spider Catalog (version 20.5, 20/07/2019) :
- Anepsion buchi Chrysanthus, 1969
- Anepsion depressum (Thorell, 1877)
- Anepsion fuscolimbatum (Simon, 1901)
- Anepsion hammeni Chrysanthus, 1969
- Anepsion jacobsoni Chrysanthus, 1961
- Anepsion maculatum (Thorell, 1897)
- Anepsion maritatum (O. Pickard-Cambridge, 1877)
- Anepsion peltoides (Thorell, 1878)
- Anepsion reimoseri Chrysanthus, 1961
- Anepsion rhomboides (L. Koch, 1867)
- Anepsion roeweri Chrysanthus, 1961
- Anepsion semialbum (Simon, 1880)
- Anepsion villosum (Thorell, 1877)
- Anepsion wichmanni (Kulczyński, 1911)
- Anepsion wolffi Chrysanthus, 1969

## Publications originales
- Strand, 1929 : Zoological and palaeontological nomenclatorical notes. Acta Universitatis Latviensis, vol. 20, p. 1-29.
- L. Koch, 1871 : Die Arachniden Australiens, nach der Natur beschrieben und abgebildet. Nürnberg, vol. 1, p. 1-104 (texte intégral).